# Rosina Schambor
Rosina Schambor (tschechische Namensform: Růžena Šambor) (* um 1822 in Hartmanitz, Böhmen; † 16. März 1848 in Wien) war eine österreichische Dienstmagd in Reindorf zu Wien, eine österreichische Revolutionärin und eine Märzgefallene der Revolution 1848.

## Leben
Rosina Schambor war die jüngere Schwester von Margaretha Schambor. Sie war ledig, römisch-katholisch und arbeitete als Dienstmagd. Am 13. März 1848, dem Tag, der als Beginn der 1848er Revolution in Wien gilt, nahm sie, gemeinsam mit ihrer Schwester Margaretha, am Aufstand in Verbindung mit dem Sturm auf das Ständehaus teil. Rosina Schambor wurde in der Kirchengasse [Reindorfgasse] in Reindorf durch einen Schuss in den Brustkorb verwundet und verstarb im Allgemeinen Krankenhaus in der Alservorstadt am 16. März an den Folgen der Verletzung.

## Ehrungen
Nach Rosina Schambor und ihrer Schwester Margaretha wurde im Jahr 1929 im Viertel um den Achtundvierzigerplatz in Breitensee in Wien, die Schamborgasse benannt. Der Name des Platzes erinnert an die Opfer der Revolution von 1848. Dies ist die einzige Straße, die hier an revolutionäre Frauen unter den Achtundvierzigern erinnert.